# P-Toluolsulfonsäurehydrazid
p-Toluolsulfonsäurehydrazid ist eine chemische Verbindung, die als Derivat der p-Toluolsulfonsäure aus der Gruppe der Sulfonsäuren gesehen werden kann. Die Verbindung ist als Reagenz in der organischen Synthesechemie bekannt.

## Darstellung und Gewinnung
Die Herstellung erfolgt durch die Umsetzung vom p-Toluolsulfonsäurechlorid mit Hydrazin.

## Eigenschaften
p-Toluolsulfonsäurehydrazid bildet weiße Kristalle, die bei 109–110 °C schmelzen. Der Feststoff kristallisiert im monoklinen Kristallsystem in der Raumgruppe P21/n (Raumgruppen-Nr. 14, Stellung 2) mit den Gitterparametern a = 18,6021 Å; b = 5,6406 Å, c = 8,5356 Å und β = 106,222 °. Die Verbindung ist thermisch instabil bei erhöhten Temperaturen. Dynamische DSC-Messungen zeigen ab 140 °C eine stark exotherme Zersetzungsreaktion mit einer Zersetzungswärme von −1300 kJ·kg−1 bzw. −242,5 kJ·mol−1 an. Die Zersetzung verläuft autokatalytisch. Eine Zersetzung kann schon bei einer Trocknung bei 60 °C oder Lagerung bei erhöhter Temperatur starten. Die Temperatur für eine Induktionszeit der Zersetzung für sieben Tage liegt bei 87 °C.

## Verwendung
Die Verbindung ist ein wichtiges Reagenz in der organischen Synthese. Es kann als Quelle des reaktiven Diazens und dessen Folgechemie verwendet werden. Mit Ketonen und Aldehyden kondensiert es zu Hydrazonen, die in weitere reaktive Zwischenprodukte wie Diazoalkane oder Carbene umgewandelt werden können. In 1,3-dipolaren Cycloadditionsreaktionen können N-Heterocyclen hergestellt werden. Ketonhydrazone werden mit milden Reagenzien in einer modifizierten Wolff-Kishner-Reduktion defunktionalisiert. Eine wichtige kommerzielle Anwendung ist die als Aufschäumungsreagenz für Polymere.